# Carcharhinus macrops
Carcharhinus macrops är en hajart som beskrevs av Liu 1983. Carcharhinus macrops ingår i släktet Carcharhinus och familjen revhajar. Inga underarter finns listade.